# Olesicampe nigrifemur
Olesicampe nigrifemur är en stekelart som först beskrevs av Győző Szépligeti 1901.
Olesicampe nigrifemur ingår i släktet Olesicampe och familjen brokparasitsteklar. Inga underarter finns listade i Catalogue of Life.